# سیارک ۱۹۱۸
سیارک ۱۹۱۸ (به انگلیسی: 1918 Aiguillon، نامگذاری:1968UA) هزار و نهصد و هجدهمین سیارک کشف شده‌است که در ۱۹ اکتبر ۱۹۶۸ کشف شد.
قدر مطلق سیارک برابر ۱۱٫۶۰ است.